# Saint-Sauveur-la-Sagne
 Saint-Sauveur-la-Sagne  là một xã ở tỉnh Puy-de-Dôme trong vùng Auvergne-Rhône-Alpes miền trung nước Pháp.